# Sorravid Sookbanthoeng
Sorravid Sookbanthoeng (thailändisch สรวิศ สุขบรรเทิง, * 2. Mai 1996 in Nonthaburi) ist ein thailändischer Fußballspieler.

## Karriere
Sorravid Sookbanthoeng spielte bis 2019 beim Chamchuri United FC. Wo er vorher gespielt hat, ist unbekannt. Der Verein aus der thailändischen Hauptstadt Bangkok spielte in der dritten Liga, der Thai League 3, in der Lower Region. Für Chamchuri absolvierte er 23 Drittligaspiele und schoss dabei fünf Tore. 2020 wurde er vom Ligakonkurrenten Bangkok FC unter Vertrag genommen. Über die Drittligisten Chamchuri United und den Trang FC wechselte er 2022 zum Erstligaabsteiger Suphanburi FC. Für den Verein aus Suphanburi bestritt er in der Hinrunde 2022/23 sechs Zweitligaspiele. Zur Rückrunde nahm ihn der Drittligist Samut Sakhon City FC unter Vertrag. Mit dem Verein aus Samut Sakhon spielt er in der Bangkok Metropolitan Region der Liga. Für Samut bestritt er elf Ligaspiele. Nach der Saison 2022/23 wurde sein Vertrag nicht verlängert.